# Jaroslav Prášil
Jaroslav Prášil (* 13. dubna 1980) byl český basketbalista hrající českou Národní basketbalovou ligu, který zakončil kariéru v týmu Basket Brno. Jedná se o člena současného českého reprezentačního týmu.

## Kariéra
- 2000 – 2001 : BC Slavia Kroměříž
- 2001 – 2007 : NH Ostrava
- 2008 – 2014 : BK Prostějov
- 2014 – dosud : Basket Brno

Prášil vstoupil do extraligy v sezoně 2000-2001 za klub BC Slavia Kroměříž, kde se dostával na hřiště velice málo. Po konci téhle sezony, kdy klub sestoupil do druhé ligy, Prášil přestoupil do klubu NH Ostrava, kde hrál necelých šest sezón. V lednu 2008 náhle přestoupil do Prostějova, od roku 2014 hraje extraligu v Brně. V reprezentaci se podílel svým výkonem na postupu českého týmu z kvalifikace na Mistrovství Evropy 2007.

## Hráčský profil
Prášil je vysoký 200cm a váží 90kg. Na svou výšku je to velice univerzální hráč, který dokáže hrát na pozici rozehrávače, křídla a občasně na pozici podkošového hráče. Dokáže dobře střílet z dálky i zakončovat nájezdem pod koš. Má solidní atletické schopnosti, dribling a přihrávku. Dokáže hrát dobře v koncovkách zápasů. Z jeho dovedností je slabší obrana jeden na jednoho a doskok.

## Statistiky
| Sezóna   | Soutěž      | Odehrané minuty | Průměr na zápas | Body | Průměr na zápas |
| -------- | ----------- | --------------- | --------------- | ---- | --------------- |
| 2000/01  | Mattoni NBL | 410.0           | 14.1            | 123  | 4.2             |
| 2001/02  | Mattoni NBL | 715.9           | 22.4            | 251  | 7.8             |
| 2002/03  | Mattoni NBL | 949.5           | 29.7            | 447  | 14.0            |
| 2003/04  | Mattoni NBL | 1231.1          | 35.2            | 533  | 15.2            |
| 2004/05  | Mattoni NBL | 1194.0          | 35.1            | 533  | 15.7            |
| 2005/06  | Mattoni NBL | 825.5           | 31.7            | 408  | 15.7            |
| 2006/07* | Mattoni NBL | 556.1           | 30.9            | 247  | 13.7            |

 *Rozehraná sezóna - údaje k 20.1.2007 